# Henri Levot
Henri Levot (en russe: Генрих Левот) mort le 28 avril/10 mai 1898 à Saint-Pétersbourg est un peintre et décorateur de théâtre français.
Il fit toute la seconde partie de sa carrière en Russie.

## Biographie
Levot travaille jusqu'en 1885 pour les théâtres parisiens, puis pour la direction des théâtres impériaux de Russie à Saint-Pétersbourg, en particulier pour le théâtre Mariinsky (théâtre Marie). Il met en place un système de décoration selon lequel chaque artiste décore les différents actes du spectacle. Levot est spécialisé dans les décors architecturaux se distinguant par leur aspect pompeux, l'excès des détails et une certaine sécheresse d'exécution.[réf. nécessaire]

## Décors
- 1886 : Les Pilules magiques, L'Édit du roi
- 15 décembre 1886 : opéra d'Arrigo Boito, Méphistophélès, livret d'après le Faust de Goethe, chef d'orchestre : Edouard Napravnik, décors de Mikhaïl Botcharov, Ivan Andreïev, Henri Levot et Matveï Chichkov
- 17 ballet 1886 : ballet La Esmeralda en 4 actes et 5 tableaux, maître de ballet Marius Petipa.
- 1887 : La Tulipe de Haarlem
- 25 octobre 1888 : ballet de Cesare Pugni, Catarina ou la Fille du bandit en 3 actes et 5 tableaux. Scénario de Jules Perrot, d'après la biographie du peintre italien du XVIIe siècle, Salvator Rosa. Maître de ballet: Enrico Cecchetti, décors d'Henri Levot, Mikhaïl Botcharov, costumes d'Evgueni Ponomariov.
- 25 janvier 1889 : ballet fantastique de Riccardo Drigo, Le Talisman en 4 actes, 7 tableaux avec prologue et épilogue sur un scénario de Tarnovski et du maître de ballet Marius Petipa. Décors d'Henri Levot, Andreïev, Botcharov, Chichkov. Costumes d'Evgueni Ponomariov.
- 3 janvier 1890 : décors du Palais de Florestan, prologue du ballet de Tchaïkovski, La Belle au bois dormant en 3 actes et 5 tableaux avec prologue et apothéose, livret d'Ivan Vsevolojski d'après le conte de Charles Perrault. Maître de ballet Marius Petipa. Décors: Levot, Andreïev, Ivanov, Chichkov, Botcharov. Costumes: Vsevolojski.
- 7 décembre 1890 : opéra de Tchaïkovski, La Dame de pique, livret de Modeste Tchaikovski avec la participation du compositeur, d'après l'œuvre de Pouchkine. Scénographie de Iossif Paletchek, mise en scène de Kondratiev, décors: Vassiliev, Ivanov, Levot, Ivanov et Andreïev.
- 23 janvier 1891 : opéra de Charles Gounod, Roméo et Juliette, livret de Barbier et Carré. Décors: Ianov, Levot, Botcharov, Andreïev, Chichkov et Ivanov.
- 19 janvier 1892 : ballet de Schneitzhoeffer, La Sylphide en 2 actes, maître de ballet Petipa, décors: Levot, Botcharov. Costumes: Ponomariov.
- 5 décembre 1893 : ballet fantastique en 3 actes sur une musique de Vietinghoff-Scheel, Cendrillon, scénario de Pachkov d'après le conte de Perrault, chorégraphies de Marius Petipa et Lev Ivanov, Enrico Cecchetti. Décors: Botcharov, Levot et Chichkov. Rejoué en 1898 au théâtre du Bolchoï.
- 1894 : ballet-pantomime de Léo Delibes, Coppélia en 2 actes et 3 tableaux, d'après le récit de Hoffman, L'Homme au sable, livret de Saint-Léon, maître de ballet Enrico Cecchetti. Décors: Andreïev, Levot, Piotr Lambine. Costumes de Ponomariov.
- 1894 : opéra de Verdi, Falstaff, livret de Boito d'après la comédie de Shakespeare, Les Joyeuses Commères de Windsor. Chef d'orchestre : Napravnik. Décors d'après les dessins d'Andreïev, Botcharov, Lambine et Levot.
- 3 janvier 1895 : opéra de Napravnik, Doubrovski  livret de Modeste Tchaïkovski d'après Pouchkine. Décors de Lambine, Perminov et Levot.
- 15 janvier 1895 : ballet de Tchaïkovski, Le Lac des cygnes, maîtres de ballet : Petipa et Ivanov. Décors d'Andreïev, Botcharov et Levot. Costumes : Ponomariov.
- 6 décembre 1895 : ballet de Cesare Pugni, Le Petit Cheval bossu, d'après le conte d'Erchov, en 4 actes et 9 tableaux. Livret de Saint-Léon. Décors de K. Ivanov, H. Levot, P. Lambine. Costumes de Ponomariov.
- 17 janvier 1896 : opéra de Jules Massenet, Werther, livret d'après le roman de Goethe, Les Souffrances du jeune Werther. Décors de Perminov, Andreïev, Levot, Ivanov et Wenig.
- 21 janvier 1896 : ballet de caractère en un acte de Johann Armsheimer, La Halte de la cavalerie. Chorégraphie et argument de Petipa. Décors d'Henri Levot. Costumes de Ponomariov.
- 19 novembre 1896 : opéra de Camille Saint-Saëns, Samson et Dalila, livret de Lemaire d'après l'épisode biblique. Chef d'orchestre : Napravnik. Décors de Chichkov, Perminov et Levot.
- 1897 : La Fille du Mikado

## Décors posthumes
- 27 décembre 1918 : opéra de Boito, Méphistophélès, mise en scène de Fiodor Chaliapine, décors de Lambine et Levot
- 6 mai 1918 : ballet de Léo Delibes, Coppélia, décors Andreïev, Lambine, Levot, Ponomariov.
- 1er mars 1925 : ballet de Cesare Pugni, Le Roi Candaule, maître de ballet : Leonid Leontiev, décors : Ivanov, Levot et Chichkov.